# Prêmio Deutsch

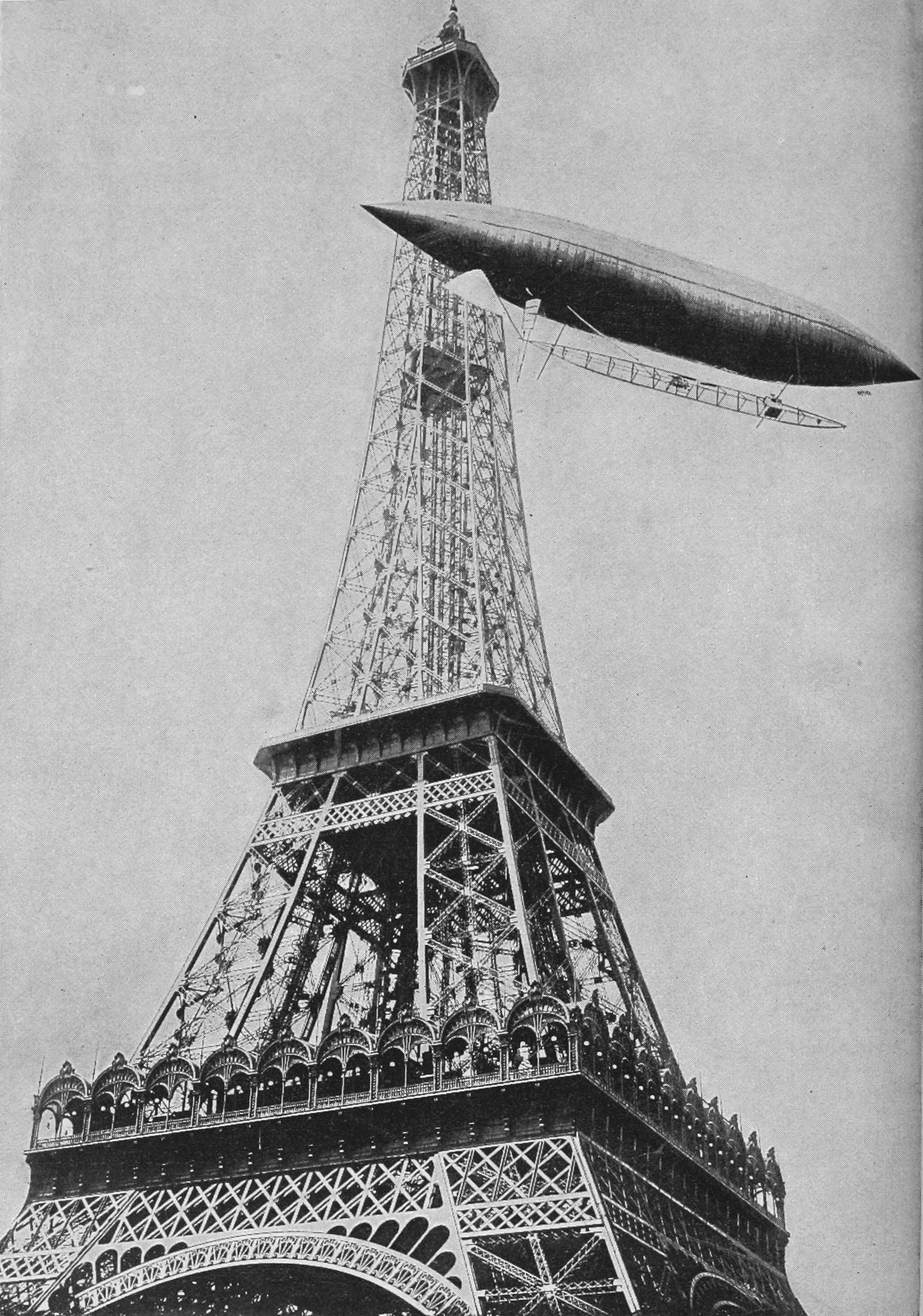
Santos Dumont contornando a Torre Eiffel com o dirigível número 5, em 13 de julho de 1901. Esta fotografia é frequente e erroneamente identificada como sendo do dirigível número 6. Foto cortesia da Smithsonian Institution (SI Neg. No. 85-3941).

O Prêmio Deutsch de la Meurthe, ou simplesmente Prêmio Deutsch, foi um prêmio, de cem mil francos, oferecido por Henri Deutsch para a primeira máquina aérea capaz de realizar uma viagem de ida e volta do Parc de Saint-Cloud até a Torre Eiffel em Paris e retornar em menos de trinta minutos. O prêmio esteve disponível de 1 de maio de 1900 até 1 de outubro de 1903.

## História
Em março de 1900, Henri Deutsch de la Meurthe, um empresário francês conhecido como "magnata do petróleo da Europa", buscando impulsionar a locomoção aérea, enviou ao presidente do Aéro-Club de France uma carta, na qual oferecia um prêmio de cem mil francos (equivalente a 582 mil dólares em 2006) para a pessoa que fosse capaz de realizar uma viagem do Parc de Saint-Cloud, sede do clube, até a Torre Eiffel e voltasse em um certo limite de tempo. O tempo limite inicial era de uma hora, porém, durante a publicação do desafio na imprensa, o limite passou para trinta minutos.
Para continuar a incentivar inovações tecnológicas na França, Deutsch ofereceu, em 1904, um novo prêmio, desta vez de cinquenta mil francos, para o primeiro aviador que fosse capaz de manter voo por pelo menos um quilômetro.

## Participação de Santos Dumont
Ao saber do prêmio, Dumont publicou uma nota ao povo de Paris, avisando que pretendia participar da competição, para provar que era seguro dirigir um balão. Na nota, disse também que o dinheiro do prêmio, caso vencesse, seria dividido igualmente entre seus mecânicos e operários que ajudarem na criação do dirigível.
Para vencer o prêmio, Santos Dumont realizou experiências no seu dirigível mais recente, o Santos-Dumont n. 4, o qual possuía um motor Buchet de sete cavalos de potência. Para a competição, Santos Dumont decidiu construir o Santos-Dumont n. 5, um dirigível maior que o anterior e com um motor mais potente, de 16 cavalos. Santos Dumont realizou uma série de testes antes de atentar o prêmio, incluindo um no dia 12 de julho de 1901, quando realizou a viagem do clube até a Torre Eiffel e de volta, a qual demorou mais de uma hora devido a uma interrupção causada pela ruptura de uma corda do leme.
No dia seguinte, 13 de julho de 1901, o aeronauta tentou o primeiro voo oficial, em frente a membros do Aeroclube, porém ele foi interrompido por uma pane. No dia 8 de agosto do mesmo ano, Santos Dumont tentou novamente, mas o dirigível começou a perder hidrogênio. Começou a descer e estava incapaz de passar do telhado do Hotel Trocadero. Santos-Dumont ficou pendurado na cesta do lado do hotel. Com ajuda dos bombeiros de Paris, ele desceu do telhado sem ferimentos.
Em 19 de outubro de 1901, depois de várias tentativas e testes, Santos-Dumont lançou dirigível seu Número 6 as 2:30 pm. Depois de apenas nove minutos de voo, Santos Dumont circunavegou a Torre Eiffel, mas então sofreu uma pane no motor. Para reiniciá-lo, ele teve de escalar a gôndola sem equipamento de segurança. A tentativa foi bem sucedida e ele cruzou a linha de chegada em 29m30s. Entretanto, teve um curto atraso antes do seu guide rope ser segurado e no primeiro momento o comitê responsável recusou-lhe o prêmio, apesar de que la Meurthe, que estava presente, declarar-se satisfeito. Isso causou tanto reação pública quanto da imprensa. Entretanto, um acordo foi atingido e Santos-Dumont foi premiado. Num gesto de caridade, ele deu metade do prêmio para sua equipe e a outra metade para os pobres de Paris.